# 郑哲民 (昆虫学家)
郑哲民（1932年2月7日—2021年9月16日），中华人民共和国昆虫学家，陕西师范大学生命科学学院院长、教授。

## 生平
郑哲民出生于浙江湖州，祖籍广东省新会市。1950年7月毕业于昆明师范学院附中，考入苏州东吴大学生物系学习，1952年因院系调整，其所在班级合并到上海华东师范大学生物系。1955年考入北京师范大学动物学专业攻读研究生，师从动物学家武兆發先生，重点研究组织和生物细胞学方面。1957年起在陕西师范学院任教，曾先后担任陕西师大科研处处长、生命科学院院长、名誉院长、动物研究所所长等职。2019年退休。2021年9月16日19时50分因病医治无效在西安逝世。

## 学术贡献
郑哲民长期从事无脊椎动物学、昆虫分类、蝗虫生态及防治方面的研究，采集和收集标本近10万个，建立直翅目昆虫新属75个，发现昆虫新种1019种，发表的蝗总科新属、新种数占中华人民共和国成立后发表总数的一半以上。同时在蚱总科方面的研究填补了中国大陆在这一重要类群研究的空白。主编《中国动物志》、《中国西部蚱总科志》、《云贵川陕宁地区的蝗虫》、《广西蝗虫》、《滇桂地区蚱总科动物志》、《蝗虫分类学》等专著17部。